# Diogo Simão
Diogo Simão est une localité de Sao Tomé-et-Principe située au nord-est de l'île de São Tomé, dans le district de Mé-Zóchi.

## Population
Lors du recensement de 2012, 600 habitants y ont été dénombrés.

## Sport
Un club de football y est domicilié, le Juba Diogo Simão (ca).